# Луций Салвий Отон Тициан
Вижте пояснителната страница за други личности с името Луций Салвий Отон.
Луций Салвий Отон Тициан (на латински: Lucius Salvius Otho Titianus, * ок. 32, Ферентиум; † 69) е политик и сенатор на Римската империя.

## Произход и политическа кариера
Тициан произлиза от Ферентиум в Етрурия. Син е на Луций Салвий Отон (суфектконсул през 33 г.) и на Албия Теренция, произлизаща от конническа фамилия Теренции. Брат е на император Отон и Салвия, която е сгодена преди да порастне за Друз Цезар, вторият син на Германик и Агрипина Старша. Баща му е приет от Клавдий в патрициианското съсловие.
През 52 г. той е консул заедно с Фауст Корнелий Сула Феликс. От юни 52 г. го сменя суфектконсул Квинт Марций Барея Соран (юни–август). След това през септември-октомври суфектконсулът е непознат, а от ноември до края на годината e Луций Салвидиен Руф Салвиан.
През 63/64 г. или вероятно през 64/65 г. той е проконсул на провинция Азия. През 69 г. той става суфектконсул заедно с брат си. Отон дава на брат си през началото на април 69 г. главнокомандването на неговите войски. След загубата в битката при Бедриакум на 14 април 69 г. и самоубийството на Отон, Тициан води мирните преговори с вителианците и така спасява живота си.
Тициан е през 62 г. промагистър на арвалските братя.

## Фамилия
Женен е за Кокцея, сестра на император Нерва (имп. 96 – 98). Те имат син:
- Луций Салвий Отон Кокцеиан, суфектконсул 82 г.